# 니시마이즈루역
니시마이즈루역(일본어: 西舞鶴駅, にしまいづるえき)은 일본 교토부 마이즈루시에 위치한 서일본 여객철도 · WILLER TRAINS (교토 단고 철도)의 철도역이다. JR 마이즈루 선의 소속역이며, 이 역을 기점으로 하는 WILLER TRAINS의 미야즈 선 등 2개의 노선이 운행되고 있다.

## 타는 곳

### JR 서일본
단선 · 섬식의 형태를 합친 2면 3선 구조의 복합 승강장을 갖춘 지상역이다.
| 2 | ■ 마이즈루 선 | 하행 | 히가시마이즈루 · 쓰루가 방면      |             |
| 2 | ■ 마이즈루 선 | 상행 | 아야베 · 후쿠치야마 · 교토 방면   | 아침 보통만 |
| 3 | ■ 마이즈루 선 | 상행 | 아야베 · 후쿠치야마 · 쓰루가 방면 |             |
| 4 | ■ 마이즈루 선 | 하행 | 히가시마이즈루 · 쓰루가 방면      | 일부 열차만 |
| 4 | ■ 마이즈루 선 | 상행 | 아야베 · 후쿠치야마 · 교토 방면   | 일부 열차만 |

### WILLER TRAINS
단선 승강장 1면 1선의 구조를 갖춘 지상역이다.

## 이용 현황
| 연도   | 1일 평균  | 1일 평균       |
| 연도   | JR 서일본 | 교토 단고 철도 |
| ------ | --------- | -------------- |
| 1999년 | 1,411     | 578            |
| 2000년 | 1,411     | 633            |
| 2001년 | 1,384     | 600            |
| 2002년 | 1,342     | 436            |
| 2003년 | 1,288     | 433            |
| 2004년 | 1,244     | 384            |
| 2005년 | 1,266     | 367            |
| 2006년 | 1,255     | 340            |
| 2007년 | 1,260     | 458            |
| 2008년 | 1,178     | 745            |
| 2009년 | 1,121     | 682            |
| 2010년 | 1,151     | 619            |
| 2011년 | 1,249     | 486            |
| 2012년 | 1,351     | 362            |
| 2013년 | 1,419     | 367            |
| 2014년 | 1,408     | 403            |

## 역 주변
- 아사시로 진자
- 마이즈루 시청 시쇼 지소

## 인접 역
| 서일본 여객철도 마이즈루 선           | 서일본 여객철도 마이즈루 선 | 서일본 여객철도 마이즈루 선        |
| ------------------------------------- | --------------------------- | ---------------------------------- |
| 마구라 아야베 방면                    | ■ 마이즈루 선               | 히가시마이즈루 히가시마이즈루 방면 |
| WILLER TRAINS 미야즈 선 (미야마이 선) |                             |                                    |
| 시·종착역                             | ■ 미야마이 선               | 시쇼 M 9 미야즈 방면               |